# Angiola periscelida
Angiola periscelida is een slakkensoort uit de familie van de Planaxidae. De wetenschappelijke naam van de soort is voor het eerst geldig gepubliceerd in 1926 door Dall.